# Культобе (городище)
Культобе (каз. Күлтөбе Күлтөбе) — стародавнє укріплене поселення й археологічний об'єкт у Туркестані. Перебуває на території музею-заповідника «Азрет-Султан» у буферній зоні Мавзолею Ходжі Ахмеда Ясави — пам'ятки, внесеної до Списку Всесвітньої спадщини ЮНЕСКО.

## Історія

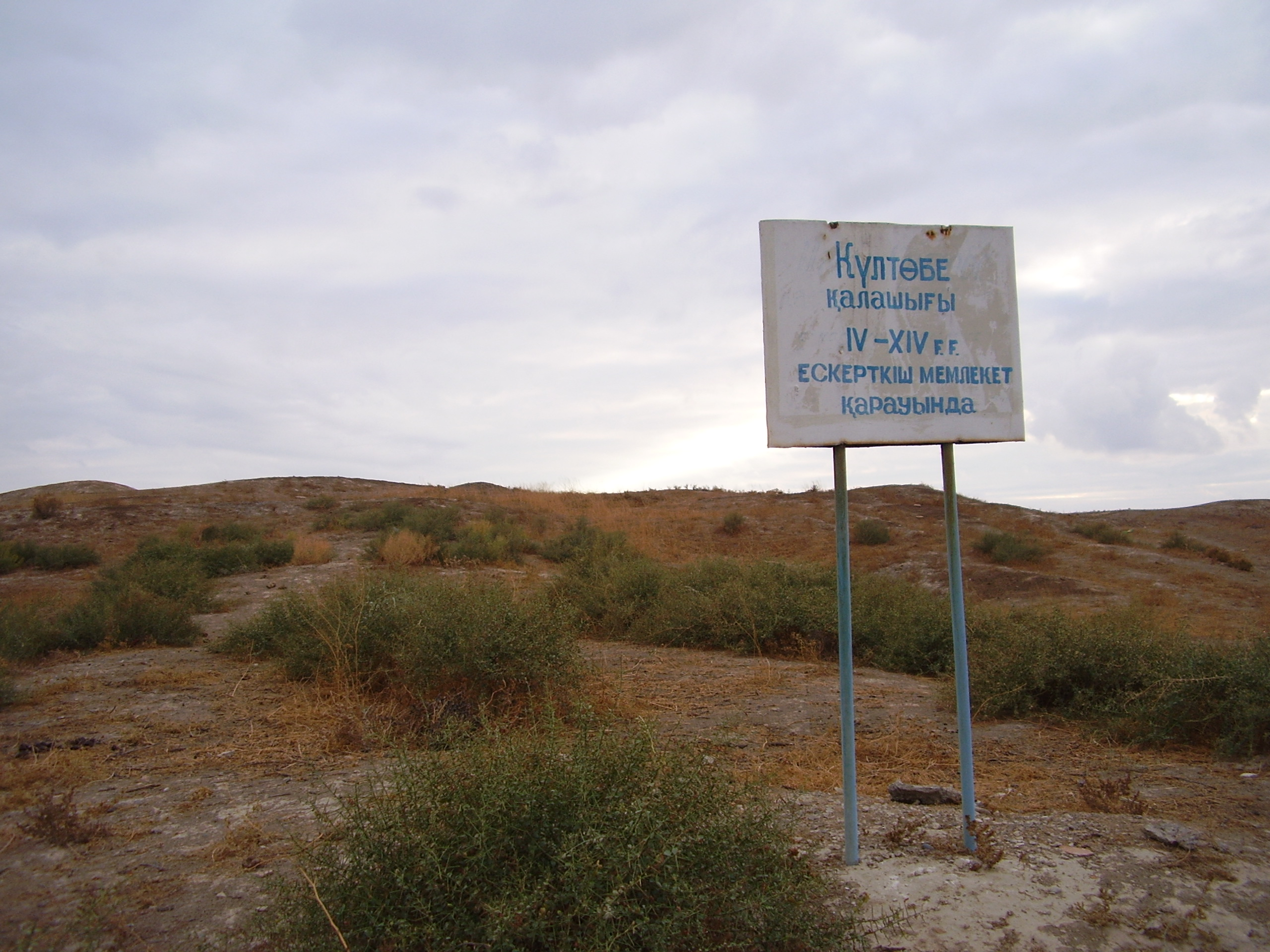
Городище в 2007 році

Перші письмові джерела про городище Культобе зустрічаються в арабо-перських джерелах IX—X століть. Арабський мандрівник аль-Істархи згадує про нього як про городище під назвою «Шавгар»: «від Кедер до Шавгар один день шляху, від Шавгар до Саврана один день шляху». Про Шавгар згадує також ісламський історик і богослов Ат-Тараба в «Історії пророків і царів». Цей період був часом найвищого розквіту Шавгар, який локалізувався в зоні інтенсивної взаємодії осілої і кочової культури.
Це місто наприкінці Х століття аль-Максаді описував так: «Шавгар велике місто з великим Рустак, навколо нього стіна. Мечеть на краю ринку. Він далеко від битого шляху».
У XII столітті Шавгар занепав і Яси став центром області. Відповідно до думки М. Е. Массона, «Назва Яси не зустрічається в історичній літературі домонгольського періоду, хоча, судячи з прізвисько Ходжа Ахмеда, можна припускати, що тоді воно вже було в ходу».
Уперше Яси (Асон) згадується в середині XIII століття в щоденнику вірменського царя Гетум, яка вчинила подорож у ставку монгольських ханів Батия і Мунка. Сучасна назва міста Туркестан вживається з XVI століття.
Перші археологічні свідчення про городище Культобе надав 1973 року Туркестанський археологічний загін Інституту історії і археології ім. Ч. Ч. Валиханова АН КазССР під керівництвом Т. Н. Сенигової.
Далі досліджував городище Культобе в 1980—1982 роках Туркестанський археологічний загін Інституту історії і археології ім. Ч. Ч. Валиханова АН КазССР під керівництвом Е. А. Смагулова.
Новий етап досліджень городища розпочав у 2010—2012 роках Туркестанський археологічний загін Інституту археології ім. А. Х. Маргулана під керівництвом Е. А. Смагулова.
З 2019 року ТОВ «Казахський науково-дослідний інститут культури» під керівництвом А. Р. Хазбулатова займається реставрацією історичних об'єктів городища Культобе за фінансової підтримки Eurasian Resources Group. Кінцева мета проєкту — створення археологічного парку просто неба «Городище Культобе».

## Опис
Городище Культобе — найдавніший культурний, релігійний і торговельний центр Великого шовкового шляху, який у різні часи називався Шавгар — Яси — Туркестан. На території городища виявлено археологічні пам'ятки чотирьох найважливіших історичних періодів Казахстану: I—V століття — кангюйский період, представлений хрестоподібним храмом, цитаделлю і фортечною стіною цитаделі; VII—IX століття — ранньосередньовічний період з житловими і громадськими будівлями, обнесеними фортечною стіною; X—XII століття — середньовічний період, який характеризується як час розквіту міської культури й період життєдіяльності Ходжа Ахмеда Ясави; XVI—XIX століття — період Казахського ханства, часи зміцнення геополітичної і духовної значущості цього міста для згуртування кочових племен у міцне державне об'єднання. Кожна епоха городища представлена характерними археологічними об'єктами від сакральних місць до житлових приміщень і безліччю артефактів.